# نومادلاند (فلم)
نومادلاند (بالإنجليزية: Nomadland) فيلم درامي أمريكي لعام 2020 من إخراج كلوي تشاو، والذي كتبته أيضًا وحررته وشاركت في إنتاجه. وبطولة فرانسيس مكدورماند وديفيد ستراثيرن وليندا ماي وتشارلين سوانكي وبوب ويلز. يستند الفيلم إلى الكتاب غير الخيالي لعام 2017 Nomadland: Surviving America in the Twenty-First Century من تأليف جيسيكا برودر، ويتبع امرأة تغادر بلدتها الصغيرة للسفر حول وسط غرب الولايات المتحدة.
عُرض الفيلم لأول مرة في العالم في مهرجان البندقية السينمائي في 11 سبتمبر 2020، حيث تلقى إشادة من النقاد على نطاق واسع وفاز بجائزة الأسد الذهبي. ومن المقرر عرضه في 4 ديسمبر 2020 بواسطة فوكس سيرش لايت بيكتشرز.

## القصة
يروي الفيلم قصة فيرن (فرانسيس مكدورماند) التي تحزم أمتعتها وتنطلق لاستكشاف الحياة خارج المجتمع التقليدي وتعيش كبدوية مُعاصرة، بسبب الانهيار الاقتصادي الذي لحق بمدينتها في ريف نيفاندا.

## الممثلون
- فرانسيس مكدورماند بدور فيرن
- ديفيد ستراثيرن بدور ديفيد
- ليندا ماي كواحدة من مرشدي فيرن الثلاثة
- شارلين سوانكي كواحدة من مرشدي فيرن الثلاثة
- بوب ويلز كواحد من مرشدي فيرن الثلاثة

## الإنتاج
في فبراير 2019، أُعلن عن انضمام فرانسيس مكدورماند وديفيد ستراتايرن، وليندا ماي، وتشارلين سوانكي إلى طاقم الفيلم، مع إخراج كلوي تشاو من سيناريو كتبته بناءً على كتاب Nomadland: Surviving America in the Twenty-First Century للكاتبة جيسيكا برودر. أنتج الفيلم فرانسيس مكدورماند وبيتر سبيرز ومولي آشر ودان جانفي وتشاو، بينما ستوزعه فوكس سيرش لايت بيكتشرز.

## العرض
عُرض الفيلم لأول مرة عالميًا في مهرجان البندقية السينمائي في 11 سبتمبر 2020، وعُرض في مهرجان تورونتو السينمائي الدولي في نفس اليوم. في البندقية، حصل الفيلم على العديد من الجوائز، بما في ذلك جائزة الأسد الذهبي. كما سيُعرض في مهرجان نيويورك السينمائي. ومن المقرر عرض الفيلم في دور سينما في الولايات المتحدة يوم 4 ديسمبر 2020.

## روابط خارجية
- مقالات تستعمل روابط فنية بلا صلة مع ويكي بيانات